# Bundesautobahn 253
La Bundesautobahn 253 (ou BAB 253, A253 ou Autobahn 253) est une autoroute passant par Hambourg. Elle mesure 4 kilomètres.